# Friesenberghaus

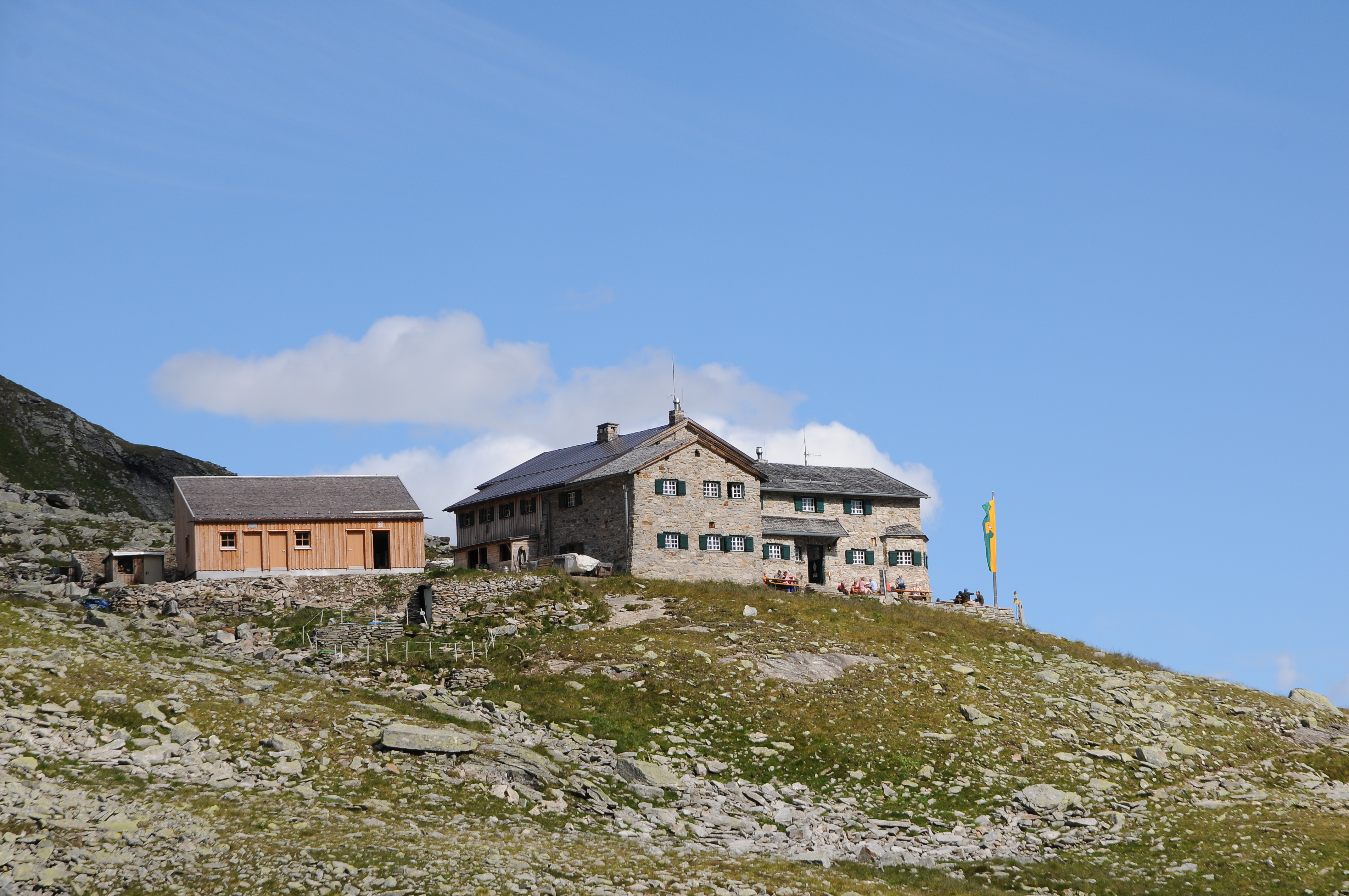
Friesenberghaus in 2011

Friesenberghaus is een berghut in de westelijke Zillertaler Alpen in Tirol (Oostenrijk). De hut ligt op een hoogte van 2477 meter en ligt op de wandelwegen Berliner Höhenweg en Peter Habeler Runde.

## Geschiedenis
De Friesenberghaus werd gebouwd in opdracht van de alpinismeclubs Alpenverein Donauland (AVD) en Deutschen Alpenverein Berlin (DAVB). De leden van beide clubs werden immers geweerd uit de alpenhutten die afhingen van de Deutschen und OEsterreichischer Alpenverein (DOEAV), om antisemitische of politieke motieven. De hut werd geopend in 1931 en stond open voor wandelaars van alle gezindten. De hut werd regelmatig mikpunt van vandalisme van nazi's. In 1934 werd de Duitse DAVB verboden en in 1938, na de Anschluss, wachtte de AVD hetzelfde lot. De hut werd daarna in beslag genomen. In 1945 was de Friesenberghaus volledig leeggeroofd. Ze werd in 1968 werd overgedragen aan de Berlijnse sectie van de Deutschen Alpenverein (DAV), als rechtsopvolger van de DAVB. In 2003 werd de hut gerenoveerd en uitgeroepen tot internationale ontmoetingsplaats tegen intolerantie en haat.